# Wołodymyr Sorokin
Wołodymyr Mykołajowycz Sorokin (ukr. Володимир Миколайович Сорокін, ros. Владимир Николаевич Сорокин, Władimir Nikołajewicz Sorokin; ur. 3 lutego 1937, Rosyjska FSRR) – ukraiński piłkarz pochodzenia rosyjskiego, grający na pozycji pomocnika, trener piłkarski.

## Kariera piłkarska

### Kariera klubowa
W 1954 rozpoczął karierę piłkarską w zespole Dinama Moskwa, skąd w 1957 przeszedł do Dynama Kijów. W lipcu 1961 powrócił do moskiewskiego Dinama, ale od nowego sezonu 1962 już bronił barw Szachtar Donieck, w którym występował przez 6 sezonów. Kończył karierę piłkarską w Azowcu Żdanow.

## Kariera trenerska
Po zakończeniu kariery piłkarskiej po pewnym czasie otrzymał propozycję pracy na stanowisku kierownika klubu Elektron Nowogród.

## Sukcesy i odznaczenia

### Sukcesy klubowe
- mistrz ZSRR: 1957, 1961
- zdobywca Pucharu ZSRR: 1962

### Odznaczenia
- nagrodzony tytułem Mistrza Sportu ZSRR w 1960